# Rommé

Rummy, Entwurf für ein Deckelinnenbild einer Zigarettenschachtel von Gabi Lagus Möschl, 1928.

Rommé, Rommee ([ˈrɔmeː], auch [rɔˈmeː]; bundesdeutsches Hochdeutsch) bzw. Rummy ([ˈrɶmɪ], österreichisches Hochdeutsch) ist ein Kartenspiel für zwei bis sechs Personen.
In Österreich wird das Spiel mit dem ursprünglichen amerikanischen Namen „Rummy“ bezeichnet; der französisch scheinende Name „Rommé“, der in Deutschland gebräuchlich ist, leitet sich davon ab; in Frankreich heißt das Spiel jedoch „Rami“.
Rommé ist weniger ein einzelnes Spiel als vielmehr eine Sammelbezeichnung für eine Familie von Kombinations- und Legespielen mit Karten, die aus dem mexikanischen Conquian hervorgegangen sind. Es wird je nach Variante mit einem oder mit zwei Paketen französischer Karten zu 52 Blatt gespielt, den beiden Paketen werden – je nach Variante – jeweils bis zu drei Joker hinzugefügt.
In Österreich und Deutschland wird heute vorwiegend Deutsches Rommé (Rommé mit Auslegen) mit zweimal 52 Blatt und sechs Jokern gespielt. Die in den USA und Großbritannien beliebteste Spielart ist Gin Rummy, eine Variante für zwei Personen. Zur Rummy-Familie zählt ferner das bekannte Canasta, das seinerseits in vielen Variationen gespielt wird, unter anderem dem Samba-Canasta. Eine modernere Umsetzung des Rommé als Legespiel ist das Rummikub.
In Deutschland besteht der Deutsche Romméverband.

## Rommé mit Auslegen (Deutsches Rommé)

### Allgemeines
Rommé wird mit zwei Paketen französischer Spielkarten zu 52 Blatt und jeweils drei Jokern, insgesamt also mit 110 Karten von zwei bis sechs Personen gespielt. Jeder Spieler spielt für sich selbst, es gibt keine Partnerschaften.
Ziel des Spieles ist es, sein Blatt zu Figuren zu ordnen und auszulegen (zu melden). Der Spieler, der als Erster alle Karten auslegen kann, gewinnt das Spiel.

### Vorbereitungen
Vor Beginn des ersten Spiels werden die Karten gemischt und bogenförmig verdeckt aufgelegt. Jeder Spieler zieht eine Karte; der Spieler mit der höchsten Karte wählt seinen Platz und ist erster Geber bzw. Teiler. Die weiteren Spieler setzen sich gemäß der Rangfolge der gezogenen Karten zur Linken des Gebers.
Danach wechselt das Geben nach jedem Spiel im Uhrzeigersinn. Der Geber mischt die Karten nochmals nach und lässt seinen rechten Nachbarn abheben.
Vielfach gilt die Regel, dass ein Spieler, wenn er beim Abheben einen Joker findet, diesen behalten (rauben, nicht zu verwechseln mit dem Austauschen eines Jokers) darf.
Die Karten werden verdeckt einzeln im Uhrzeigersinn gegeben, jeder Spieler erhält dreizehn Karten, der Geber nimmt sich selbst vierzehn.
Die verbleibenden Karten werden verdeckt als Stoß (Talon) in die Mitte des Tisches gelegt.

### Die Figuren
Figuren sind Kombinationen von zumindest drei Karten:
- Sätze von drei oder vier gleichrangigen Karten in verschiedenen Farben, wie etwa ♥K–♦K–♣K oder ♠3–♥3–♦3–♣3,
- Folgen (Reihen, Sequenzen) von drei oder mehr aufeinanderfolgenden Karten derselben Farbe; wie zum Beispiel ♥A–♥2–♥3, ♦8–♦9–♦10–♦B oder ♣D–♣K–♣A, nicht aber ♠K–♠A–♠2.

Figuren können auch mit Hilfe von Jokern gebildet werden; ein Joker kann dabei jede beliebige andere Karte ersetzen; zum Beispiel ♣B–♣D–J–♣A oder ♠6–♥6–J.
Es ist nicht gestattet, eine Figur mit nur einer natürlichen Karte und zwei Jokern auszulegen; in einer Folge aus mindestens vier Karten dürfen jedoch auch zwei Joker unmittelbar aufeinanderfolgen, so ist zum Beispiel ♠3–J–J–♠6 eine erlaubte Kombination.

### Die Kartenwerte
- Die Bildkarten König, Dame und Bube zählen je zehn Punkte,
- die Zählkarten Zwei bis Zehn zählen nach ihren Augen,
- das Ass zählt im Satz bzw. in einer Folge nach dem König sowie bei der Endabrechnung elf Punkte, bei der Erstmeldung in der Folge A-2-3 jedoch nur einen Punkt.
- Ein Joker zählt bei der Erstmeldung so viele Punkte wie die Karte, die er ersetzt; bei der Schlussabrechnung zählt ein Joker zwanzig Punkte.

### Züge
Der Geber ist als erster Spieler am Zug. Er darf nun Figuren melden, vorausgesetzt, er erfüllt das Erfordernis für die Erstmeldung, und beendet seinen Zug, indem er eine Karte offen neben den Stoß legt (ablegt). Danach ist der Spieler zu seiner Linken an der Reihe.
Jeder folgende Spieler beginnt sein Spiel, indem er
- entweder die von seinem Vorgänger offen abgelegte Karte
- oder die oberste verdeckte Karte vom Talon

aufnimmt (kauft). Danach darf ein Spieler Karten melden, und er beendet seinen Zug, indem er eine Karte offen auf dem Abwurfstapel ablegt.
Manchmal wird so gespielt, dass ein Spieler nur dann die oberste Karte des Abwurfstapels aufnehmen darf, wenn er sie sofort in einer Meldung auslegt, sei es, dass er die Karte für seine Erstmeldung verwendet – in diesem Fall zählt sie für das Erreichen der erforderlichen 40 Punkte (s. u.) mit – sei es, dass er sie in einer weiteren Meldung benutzt.

### Die Erstmeldung
Für das erstmalige Auslegen müssen die insgesamt gemeldeten Karten einen Wert von mindestens 40 Punkten (siehe aber Varianten) aufweisen.

### Weitere Meldungen
Hat ein Spieler seine Erstmeldung ausgelegt, so darf er, wenn er am Zuge ist, jederzeit weitere Figuren auslegen; der Punktewert ist nur bei der Erstmeldung von Belang, bei Folgemeldungen jedoch nicht mehr.

### Anlegen an bereits ausgelegte Figuren
Hat ein Spieler seine Erstmeldung ausgelegt, so darf er, wenn er am Zuge ist, jederzeit weitere Einzelkarten an bereits ausgelegte Figuren anlegen; es spielt dabei keine Rolle, ob die ausgelegte Figur vom betreffenden Spieler selbst oder einem seiner Gegner gemeldet wurde.
Beispiel: Auf dem Tisch liegt ♥2–♥3–♥4. Hält ein Spieler  ♥ A und ♥ 5 in der Hand, so darf er diese beiden Karten an die ausgelegte Folge anlegen.
Einmal gemeldete Karten dürfen nicht mehr in die Hand zurückgenommen bzw. abgelegt werden.

### Austauschen eines Jokers

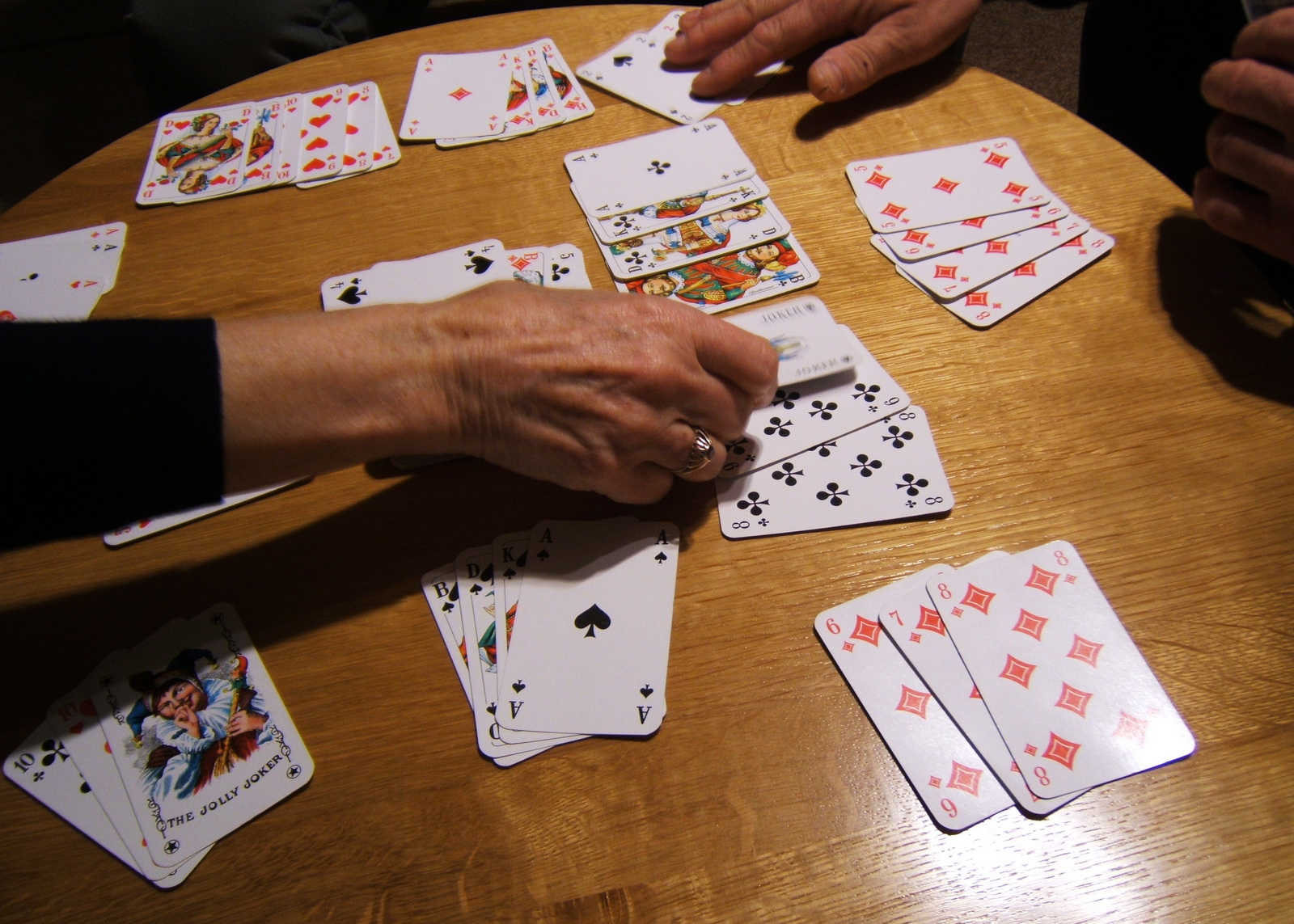
Beim Austauschen eines Jokers

Liegt eine Figur mit Joker auf dem Tisch, zum Beispiel ♠6–♥6–J, und hält ein Spieler diejenige Karte in der Hand, welche durch den Joker ersetzt wird, hier also die ♣6 oder ♦6, so kann er den Joker durch diese Karte austauschen. Der Joker muss sofort wieder in einer neuen Meldung ausgelegt werden und darf nicht in das eigene Blatt aufgenommen werden. Das Austauschen eines Jokers ist erst nach Auslage der Erstmeldung erlaubt.
Die Regeln des Deutschen Skatverbandes sind in diesem Punkt strenger: Diesen zufolge gilt, dass ein Joker in einem Satz erst dann ausgetauscht werden darf, wenn der Satz mit vier Karten gleichen Ranges komplettiert wird.

### Spielende
Der Spieler, der zuerst alle seine Karten auslegen kann und seine letzte Karte – zum Zeichen des Spielendes – verdeckt auf den Abwurfstoß ablegt, gewinnt das Spiel. Alle übrigen Spieler erhalten so viele Schlechtpunkte, wie sie noch an Augen in der Hand halten.

### Hand-Rommé
Kann ein Spieler alle seine Karten auf einmal auslegen, bevor irgendein anderer Spieler Karten gemeldet hat, ist dies ein Hand-Rommé; bei Hand-Rommé ist das Mindesterfordernis von 40 Punkten aufgehoben. Die Schlechtpunkte der übrigen Spieler werden in diesem Spiel doppelt gezählt.

### Varianten
Die Regeln des Spiels mit Auslegen sind von Spielrunde zu Spielrunde unterschiedlich, im Gegensatz zu anderen Kartenspielen wie Bridge, Canasta oder Skat existieren keine verbindlichen Regeln.
Allerdings gibt es beim Deutschen Skatverband eine Abteilung, welche sich mit Rommé beschäftigt und 2007 erstmals eine Rommé-Olympiade in Deutschland ausgetragen hat. Dort wird nach den offiziellen Rommé-Regeln des Deutschen Skatverbands gespielt.
Die oben wiedergegebenen Regeln (vgl. Literaturverzeichnis) können daher nach eigenem Ermessen verschärft oder auch abgeschwächt werden. Häufige Regelabweichungen betreffen u. a.
- die Anzahl der verwendeten Joker
- die für die Erstmeldung erforderliche Punktezahl (manchmal auch nur 30, 35 oder auch mehr als 40)
- die Zählweise und Verwendungsmöglichkeiten des Asses (manchmal generell zehn oder elf Punkte, und auch in der Sequenz K–A–2)
- die Möglichkeit eines Spielers, der nicht an der Reihe ist, durch Klopfen auf den Tisch eine eben abgelegte Karte zu erhalten (wie bei Mah-Jongg)

Diese Fragen sollte man daher vor Beginn einer Partie klären.

### Räuber-Rommé
Räuber-Rommé ist eine spezielle Variante des Spiels mit Auslegen, aus dieser Spielart ist Rummikub entstanden. Beim Räuber-Rommé dürfen ausgelegte Meldungen nicht nur erweitert, sondern es dürfen die in den Meldungen enthaltenen Karten auch gänzlich neu kombiniert werden.
Beispiele
- Auf dem Tisch liegt ♣5–♣6–♣7–♣8–♣9; ein Spieler hält die zweite ♣7 in der Hand. Er kann nun die ♣5 und die ♣6 vom Tisch nehmen und mit seiner ♣7 in einer neuen Meldung auslegen.
- Auf dem Tisch liegen ♦5–♦6–♦7 und ♠5–♠6–J; der Spieler hält ♣5, ♥6 und ♦9 in der Hand. Er kann nun diese Karten gemeinsam mit den Tischkarten neu kombinieren und ♦5–♠5–♣5, ♦6–♥6–♠6 und ♦7–J–♦9 auslegen.

Zu beachten ist, dass ausliegende Joker dabei neue Verwendungen finden können, ohne zunächst im eigentlichen Sinne ausgetauscht worden zu sein.
Ansonsten gelten alle Regeln des Spiels mit Auslegen, Räuber-Rommé wird aber auch ohne Ablagestapel gespielt.

## Rommé ohne Auslegen (Wiener Rummy)

### Allgemeines
Im Gegensatz zum Rommé mit Auslegen versucht man bei diesen Spielarten, sein Blatt in der Hand zu Figuren zu ordnen und entweder alle Karten auf einmal auszulegen (Rommé zu rufen) oder zu klopfen, d. h. alle Karten bis auf einen Rest von geringem Wert zu melden.
So wie beim Spiel mit Auslegen gibt es auch für das Rommé ohne Auslegen keine einheitlichen Regeln: Vielmehr sind unter verschiedenen Namen mehrere oftmals nahezu identische Spielarten bekannt: Wiener Rummy, 101 Rummy, Elimination Rummy, Knock Rummy etc. Eine weitere, allerdings sehr spezielle Variante für zwei Personen ist Gin Rummy.
Die im folgenden wiedergegebenen Regeln sind daher nicht in dem Sinne als verbindlich anzusehen wie etwa diejenigen des Schachspiels. Wenn nichts anderes angegeben, so gelten sinngemäß die Regeln des Spiels mit Auslegen, so etwa in Bezug auf die Figuren, die Bewertung der Karten etc.
Rommé ohne Auslegen wird mit zwei Paketen französischer Spielkarten zu 52 Blatt und nur je einem Joker, insgesamt also mit 106 Karten von zwei bis sechs Personen gespielt. Jeder Spieler erhält zehn Karten, der Geber nimmt sich selbst elf.
Die Spieler versuchen nun, so wie beim Spiel mit Auslegen, durch Kaufen und Abwerfen von Karten, ihr Blatt zu verbessern.

### Ende eines Spieles

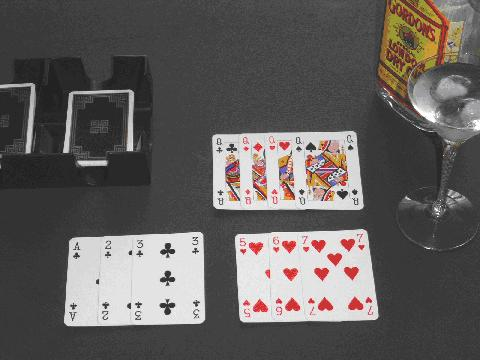
Ein Rommé-Ruf, vgl. Gin Rummy

Ein Spiel setzt sich solange fort, bis ein Spieler Rommé ruft, d. h. zehn Karten in Meldungen auslegt und seine elfte Karte ablegt. Sodann legen alle übrigen Spieler ihre Figuren aus und zählen – so wie beim Gin Rummy – die Augensumme ihrer schlechten Karten, d. h. derjenigen Karten, die nicht in Figuren untergebracht werden können.
Ein Spiel kann aber auch durch Klopfen beendet werden: Hat ein Spieler nur mehr fünf oder weniger Augen in schlechten Karten, so kann er klopfen. Er legt dann so wie bei einem Rommé-Ruf sein Blatt offen aus und meldet seine Schlechtpunkte. Die übrigen Spieler tun dasselbe, im Unterschied zu einem Rommé-Ruf dürfen sie aber im Falle des Klopfens noch einmal durch Kaufen und Ablegen einer Karte versuchen, ihr Blatt zu verbessern. Ein Anlegen an Figuren anderer Spieler ist nicht gestattet.

### Partie
Rommé ohne Auslegen wird i. A. nach Partien gespielt; eine Partie setzt sich aus mehreren Einzelspielen zusammen. Vor Beginn einer Partie zahlt jeder Spieler einen Einsatz in Höhe von fünf Chips in die Kasse (Pot oder Pulle).
Nach jedem einzelnen Spiel erhält der Klopfer bzw. Rommé-Rufer von allen übrigen noch im Spiel befindlichen Teilnehmern das sogenannte Klopfgeld, d. h. einen Chip ausbezahlt. Weiters werden für jeden Spieler die in diesem Spiel erhaltenen Schlechtpunkte notiert und laufend addiert.
Sobald ein Spieler 101 oder mehr Schlechtpunkte gesammelt hat, scheidet er aus; sind alle bis auf einen Spieler ausgeschieden, so gewinnt der verbleibende Spieler den Pot und die Partie ist zu Ende.
Hat ein Spieler bereits 81 oder mehr aber noch nicht 101 Schlechtpunkte angesammelt, so darf er sich gegen Bezahlung eines zusätzlichen Einsatzes von fünf Chips in den Pot zurückkaufen und seine Zahl von Schlechtpunkten auf die Anzahl des zweitschlechtesten noch im Spiel befindlichen Teilnehmers reduzieren. Das Recht auf Rückkauf steht jedem Spieler im Laufe der Partie aber nur einmal zu.

## Spiele der Rommé-Familie
Wie bereits erwähnt, gibt es zahlreiche Regelvariationen und Rommé-Spiele. Hier sei deshalb nur eine Auswahl der beliebtesten genannt, ohne Anspruch auf Vollständigkeit: Einige Spiele haben mehrere Namen, einige Namen wiederum sind nicht eindeutig, sondern werden für mehr als eine Spielart verwendet.
- 101 Rum
- 500 Rum (Pinochle Rummy, Michigan Rummy)
- Bankers’ Rummy
- Boat House Rum
- Canasta und davon abstammend Samba-Canasta, sowie Bolivien, Uruguay, brasilianisches, chilenisches, italienisches und kubanisches Canasta usw.
- Carioca - vor allem in Chile und Argentinien gespielt
- Carrousel (Amerikanisches Räuber-Rommé)
- Combination Rummy (Liverpool Rummy)
- Conquian (Conquain, Coon Can, Coon King), der Urahn der Rommé-Spiele
- Continental Rum
- Contract Rummy (Hollywood Rummy, King Rummy, Liverpool Rummy, Shanghai Rummy, Zioncheck)
- Deutsches Rommé (Rommé mit Auslegen)
- Double Rum
- Elimination Rummy
- Fortune Rummy (Oklahoma Rummy)
- Gin Rummy und davon abstammend Oklahoma Gin, Hollywood Gin und Jersey Gin
- Jolly
- Kaluki (Caloochi)
- Knock Rummy
- Krambambuli
- Mississippi Rummy
- Okey
- Oklahoma Rummy
- Panguingue
- Persisches Rommé (Partner-Rommé)
- Poker Rummy
- Queen City Rum
- Rami (Französisches Rommé)
- Räuber-Rommé
- Rummikub
- Scala 40
- Straight Rummy
- Tonk (Tunk)
- Treppenrommé
- Tryce
- Ungarisches Rummy
- Vatican
- Wiener Rummy

### Deutschsprachige Literatur
- Fritz Babsch: Internationale und österreichische Kartenspiel-Regeln, Piatnik Wien 1983
- Johannes Bamberger: Die beliebtesten Kartenspiele, Verlag Perlen-Reihe, Band 648, 21. Auflage, Wien 19??
- Claus D. Grupp: Rommé und Canasta in allen Variationen, Falken-Verlag Niedernhausen/Ts, 1982
- Rudolf Heinrich [d. i. Rudolf Bretschneider]: Rommé - Rummy international Alle Spielarten, Verlag Perlen-Reihe, Band 650, 7. Auflage, Wien 19??
- John Smith-Creighton: Das Rummyspiel, 3. Auflage, Wien 1927

### Englischsprachige Literatur
- The United States Playing Card Company, Joli Quentin Kansil, Editor: Official Rules of Card Games, 90th Edition, 2004
- Albert H. Morehead, Richard L. Frey, Geoffrey Mott-Smith: The New Complete Hoyle Revised, Doubleday, New York, 1991
- Albert H. Morehead, Geoffrey Mott-Smith: Hoyle’s Rules of Games, 2nd revised edition. A Signet Book, 1983
- David Parlett: Oxford Dictionary of Card Games, Oxford University Press Oxford New York 1992/96
- David Parlett: The Oxford Guide to Card Games, Oxford University Press Oxford New York 1990
- John Scarne: Scarne on Card Games, New York 1949/65, Courier Dover Publications Reprint 2004